# Nordvik, Ryssland

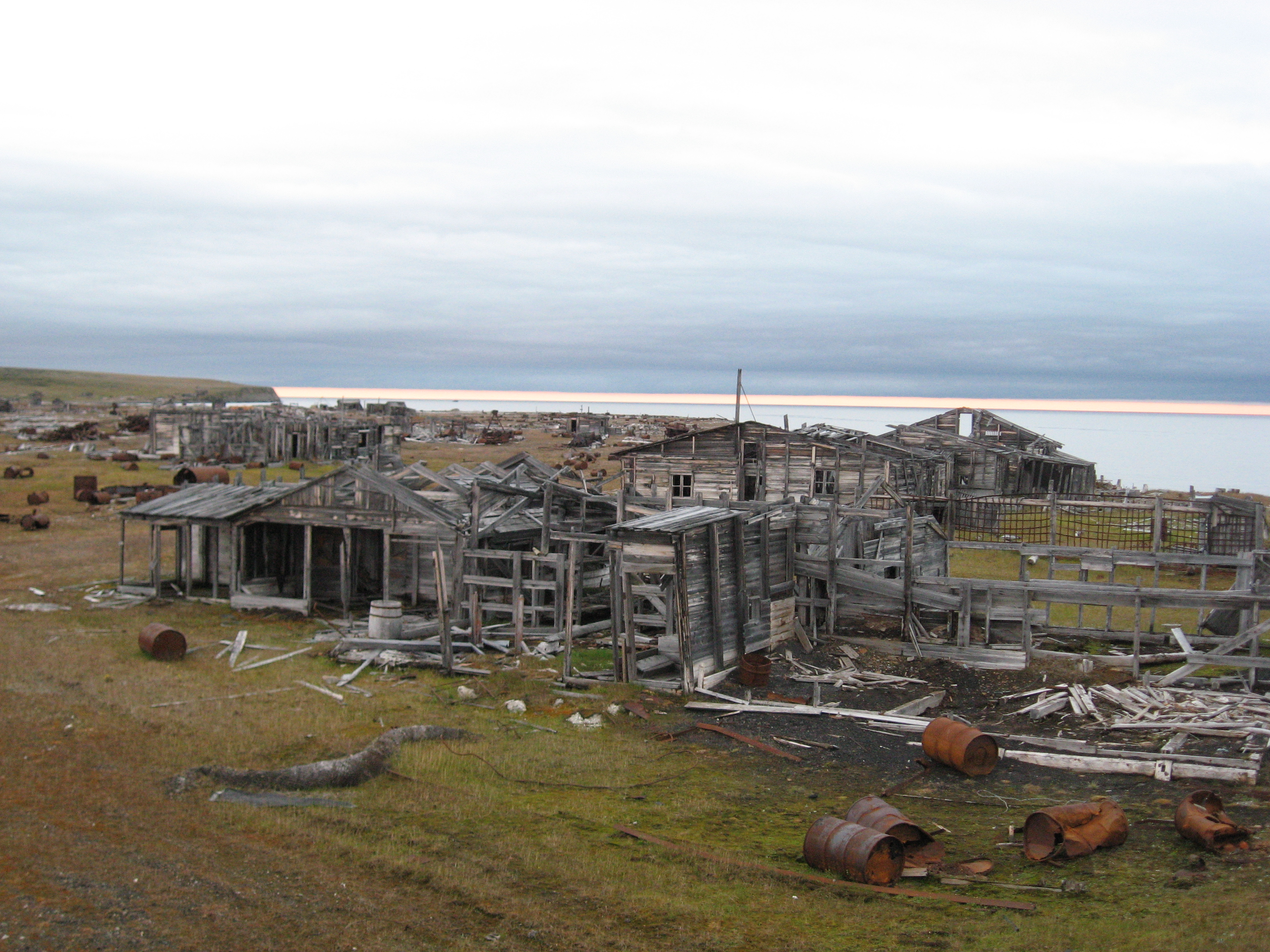
Övergiven bebyggelse i Nordvik.

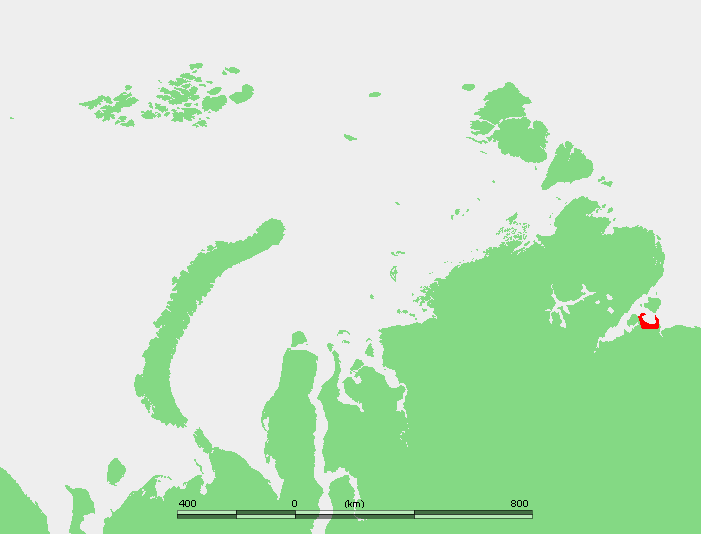
Karta med Nordvikbukten markerat i rött.

Nordvik (ryska Нордвик (74°1′59.88″N 111°31′59.88″Ö / 74.0333000°N 111.5333000°Ö) var en bosättning med hamn i Khatangabukten vid Tajmyrhalvön i nordvästra Sibirien i Ryssland. 
Nordvik låg på Uryung Tumus-halvön (Юрюнг-Тумус) vid Khatangaflodens mynning, väster om Nordvikbukten (Бухта нордвик) i Laptevhavet. Öster om bukten ligger Nordvikhalvön (Полуостров Нордвик).
Tidigare låg det en liten stad och en straffkoloni i Nordvik, och platsen var då en av världens nordligaste boplatser. Klimatet är exceptionellt strängt med långa, hårda vintrar. Straffkolonin stängde i mitten på 1940-talet och 1956 övergavs även staden.
Området är av visst geologiskt intresse, på Uryung Tumus-halvön finns bland annat en paleozoisk saltkupol och fossilet efter en plesiosaur har också hittats på halvön.

## Namnet Nordvik
Enligt en artikel i The Geographical Journal fick bukten sitt namn av Vitus Berings "stora nordiska expedition" (The Russian Great Northern Expedition) 1739. Någon fastställd förklaring till namnet till det nordiskklingande namnet Nordvik finns inte. Enligt en artikel i Sjöfartstidningen visste inte ens Adolf Erik Nordenskiöld besked. Han hänvisar till den ryske polarfararen Chariton Laptev, som verkade på 1700-talet (och själv fick ge namn åt Laptevhavet):
”…Härifrån seglade han längs kusten förbi Oleneks mynningsvik och förbi en stor bugt, som han, af hvad anledning känner jag ej, benämnde med det rent svenska namnet Nordvik…”

En teori handlar om att Ryssland efter slaget vid Poltava 1709 tog flera tusen svenska krigsfångar, varav många högt kvalificerade. Två av dessa var Philip Johan von Strahlenberg och Johan Anton von Matérn, som gjorde betydande insatser i kartläggningen av det då ännu outforskade Sibirien. Dessa eller andra i nordöstra Ryssland svenska fångar kan ha medverkat till valet av namnet Nordvik, men det är alltså obekräftat.